# Antoni Hardonk
Antoni Barend Hardonk (Weesp, 5 februari 1976) is een voormalig MMA-vechter en kickbokser die heeft gevochten in de K-1 en de UFC.
Na zijn carrière opende hij een eigen sportsschool in Santa Monica (Californië).